# Thecla strigosa
Thecla strigosa är en fjärilsart som beskrevs av Morris 1862. Thecla strigosa ingår i släktet Thecla och familjen juvelvingar. Inga underarter finns listade i Catalogue of Life.